# Manganoarrojadita-(KNa)
La manganoarrojadita-(KNa) és un mineral de la classe dels fosfats que pertany al grup de l'arrojadita.

## Característiques
La manganoarrojadita-(KNa) és un fosfat de fórmula química (KNa)(NaNa)Mn2+(Na₂◻)Fe2+13Al(PO₄)11(PO₃OH)(OH)₂. Va ser aprovada com a espècie vàlida per l'Associació Mineralògica Internacional l'any 2020, sent publicada en el mes de novembre del mateix any. Cristal·litza en el sistema monoclínic.
L'exemplar que va servir per a determinar l'espècie, el que es coneix com a material tipus, es troba conservat a les col·leccions mineralògiques del Museu Canadenc de la Natura, al Quebec (Canadà), amb el número de catàleg: 47194.

## Formació i jaciments
Va ser descoberta a la mina Palermo No. 1, situada a la localitat de Groton, dins el comtat de Grafton (Nou Hampshire, Estats Units). Aquest indret és l'únic a tot el planeta on ha estat descrita aquesta espècie mineral.